# 鍥

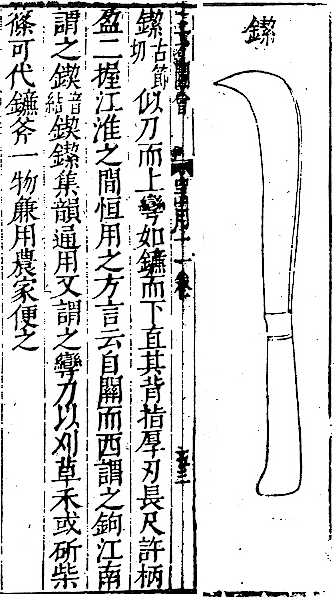
《三才圖會》中介紹的䥛。

䥛（Billhook）也稱鍥、鉤刀、柴刀、柴鍥、草刀、鉈、埔里刀，是一種切削工具，刀身上端有曲線刀刃與一個鉤尖似鐮刀，但刀身下端為直身，整體稍厚，在農業與林業上常被用於刈草禾與斫斬小型木質材料如柴篠、灌木叢或樹枝。

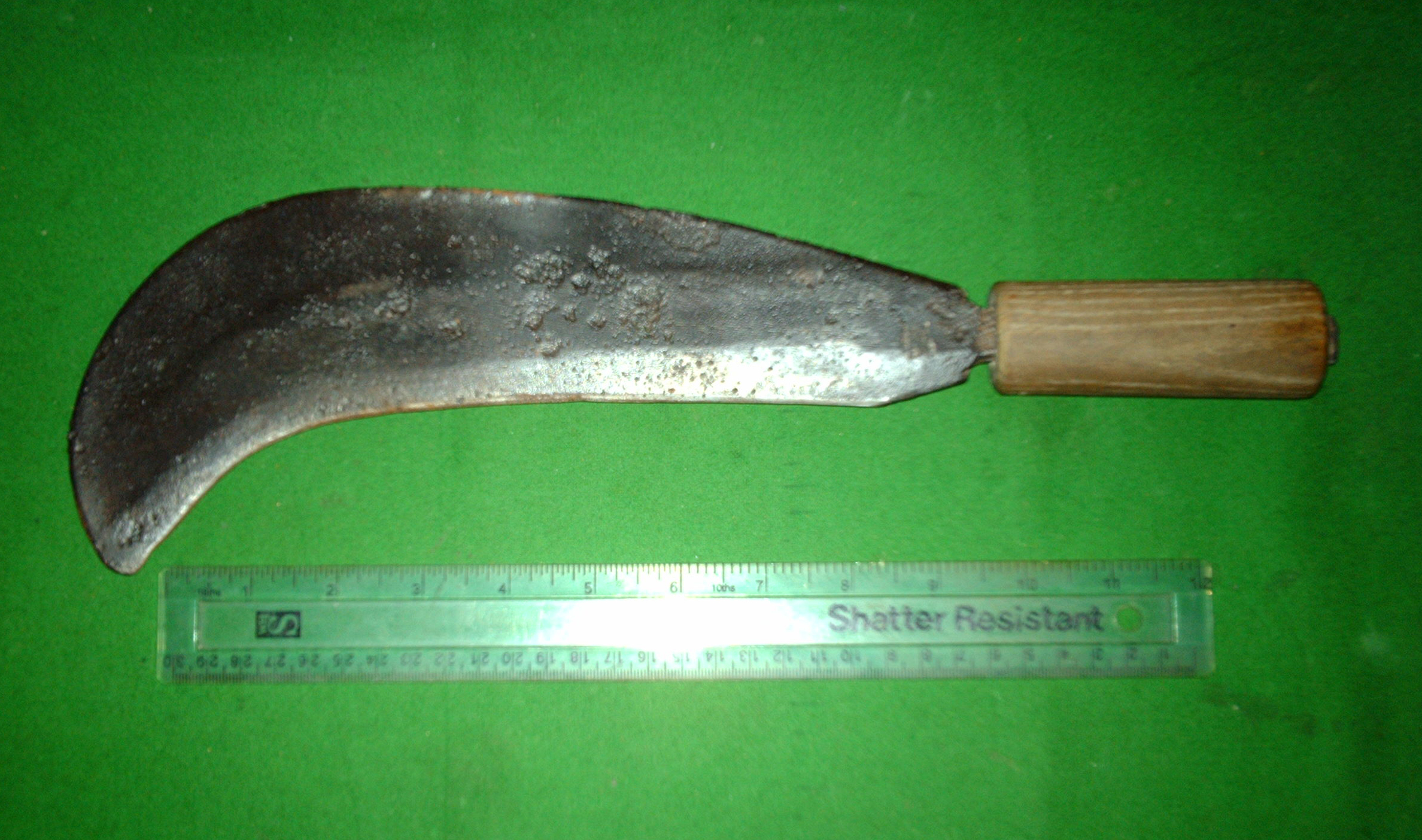
1918年出產的鍥，原先的握把已經被替換掉。

中世紀歐洲曾將鉤刀加長柄變成長柄鍥（Bill）作武器使用。